# Oxydia crassior
Oxydia crassior är en fjärilsart som beskrevs av W. Warren 1907. Oxydia crassior ingår i släktet Oxydia och familjen mätare. Inga underarter finns listade i Catalogue of Life.